# Mark Kac
  Mark Kac  (polonès: Marek Kac)  (Krèmenets, 3 d'agost de 1914 (Julià) - Los Angeles, 25 d'octubre de 1984) va ser un matemàtic jueu polonès, nacionalitzat estatunidenc.

## Vida i obra
Kac va néixer a Krèmenets quan aquesta població formava part de l'Imperi Rus (la població a estat sota sobirania de Polònia, d'Hongria, de Lituània, de Rússia i d'Ucraïna en diferents ocasions). Com que la Primera Guerra Mundial havia esclatat al mateix temps del seu naixement, la família, que era benestant, es va traslladar cap a l'est, a la població de Berdítxiv, on van passar la Gran Guerra, la Revolució Russa i les diferents guerres civils conseqüents (entre polonesos, russos, ucraïnesos, lituans, etc.). El 1922, quan va retornar amb la família a la seva vila natal (ara polonesa) sabia parlar i escriure rus, francès i hebreu, però no sabia polonès, idioma que va haver d'aprendre, però en el qual mai es va sentir còmode. El 1931 va ingressar a la universitat polonesa de Lwów (actual Lviv, Ucraïna), en la qual obté el doctorat el 1937 amb una tesi dirigida per Hugo Steinhaus sobre la independència estocàstica de les funcions. Els seus anys d'estudis universitaris, van ser els anys de l'ascens i la consolidació del nazisme, per això, quan va acabar els estudis volia marxar del seu país. El 1938 va marxar cap els Estats Units amb una beca postdoctoral a la universitat Johns Hopkins, deixant enrere tota la família que va ser majoritàriament assassinada a l'holocaust.
El 1939 va ser contractat per la universitat de Cornell en la qual va romandre fins al 1961. Durant els anys de la Segona Guerra Mundial i els immediatament posteriors va col·laborar amb el MIT Radiation Laboratory, on ca conèixer el físic George Uhlenbeck amb qui va mantenir una relació d'amistat i col·laboració duradora. L'any 1961 va passar a ser professor de la universitat Rockefeller a Nova York, reunint-se així amb el seu amic Uhlenbeck i en la qual es va retirar el 1981. En jubilar-se, se'n va anar a viure a Califòrnia, on encara va col·laborar amb la Universitat del Sud de Califòrnia a Los Angeles.
Els seus primers treballs, sota la influència de Steinhaus, va versar sobre la independència estadística, tema sobre el que va publicar la monografia Statistical Independence in Probability, Analysis and Number (1951) (1951). A partir de 1943 es va començar a interessar en l'estudi del moviment brownià, tema sobre el que va publicar el seu més famós article: Can One Hear the Shape of a Drum? (Es pot escoltar la forma d'un tambor?) (1976) en el qual especulava sobre la possibilitat de conèixer la forma d'un tambor o timbal a partir de l'anàlisi matemàtic de les ones sonores que emet. També va fer altres aportacions importants a la teoria de la probabilitat, al càlcul de matrius i a la física estadística, sobre tot en l'estudi de les transicions de fase, tant quàntiques com clàssiques.